# Parafia Najświętszego Serca Pana Jezusa w Czeszowie
Parafia Najświętszego Serca Pana Jezusa w Czeszowie – znajduje się w dekanacie Trzebnica w archidiecezji wrocławskiej. Erygowana w 1984 roku.
Obsługiwana przez księży archidiecezjalnych. Jej proboszczem jest ks. mgr Stanisław Padewski.

## Parafialne księgi metrykalne
| Księgi metrykalne | Okres ewidencji |
| ----------------- | --------------- |
| chrztów           | 1984 -          |
| ślubów            | 1984 -          |
| zgonów            | 1984 -          |